# Asura temperata
Asura temperata är en fjärilsart som beskrevs av Holland 1893. Asura temperata ingår i släktet Asura och familjen björnspinnare. Inga underarter finns listade i Catalogue of Life.